# Shobnall
Shobnall – osada i civil parish w Anglii, w Staffordshire, w dystrykcie East Staffordshire. W 2011 civil parish liczyła 7061 mieszkańców.